# TRAPPER
TRAPPER（トラッパー）は日本の劇団。劇団員は全員女性。主宰高梨由が全ての脚本・演出を手がけている。“笑いと涙とパワーのスペクタクル空間”をコンセプトに活動中。

## 概要
- 2003年8月 吉本興業ガールズ演劇ユニット TRAPPERを結成。「笑いだけじゃない、心に届くエンターテイメント」をコンセプトに精力的に活動する。年間3～4回の劇場本公演の他、走行中の都電荒川線車内やサンシャイン国際水族館内、遊園地など、各所で企画物特別公演も実施。2007年10月よりユニットからメンバーを固定し、劇団として活動開始。

- 2008年内に観客動員3000人を達成できなければ解散すると発表していたが、2009年3月第12回本公演マヌ★カンにて達成。存続決定となった。

## 劇団員
- 大星圭子
- 小林千紗
- だてあずみ。
- 西かおり
- 鷲田桃子（休業中）

## 受賞歴
- 2005年 第17回池袋演劇祭 『ボーダー～あの空の向こうとこっち～』アゼリア賞受賞
- 2006年 第18回池袋演劇祭 『SO・LALALA～僕の空には虹がある～』優秀賞受賞

## 作品
1. ハポネス・ハウス～空は抜けるような青だった (2004年4月＠タイニイアリス)
2. Orange Moon～奇蹟の夜～ (2004年9月＠アトリエフォンテーヌ)
3. ザ・ファイナルカウント!!!～涙☆吉本女子プロ物語～ (2005年1月＠シアターVアカサカ)
4. A・M・A～夜空に奏でる愛の詩～ (2005年4月＠シアターモリエール)
5. ボーダー～あの空の向こうとこっち～ (2005年9月＠サンライズホール) 第17回 池袋演劇祭 アゼリア賞受賞
6. 港崎遊廓～夜明けの空に桜舞う～ (2006年3月＠シアターVアカサカ)
7. SO・LALALA～僕の空には虹がある～ (2006年9月＠サンライズホール) 第18回 池袋演劇祭 優秀賞受賞
8. BLUE SKY GRACE ～蒼ばぁに冥福を～ (2007年10月＠プーク人形劇場)
9. ゲラップ・ベイベー!!! (2008年2月＠サンモールスタジオ)
10. ヴービー (2008年5月＠タイニイアリス)
11. ヂュワッチ!!! (2008年9月＠アートスペースサンライズホール)
12. マヌ★カン (2009年3月＠シアターモリエール)